# 발카르인
발카르인(카라차이발카르어: Малкъарлыла, таулула Malqarlıla, tawlula)은 러시아 북캅카스에 거주하는 민족이다. 카바르딘인과 함께 카바르디노발카르 공화국의 다수를 차지한다. 발카르인은 북캅카스의 토착 종족들과 튀르크계, 페르시아계 종족이 섞이는 과정에서 형성되었다. 카라차이발카르어, 러시아어를 구사하는 인구가 많은 편이며 종교는 이슬람교 수니파가 다수를 차지한다.

## 같이 보기
- 불가르인
- 하자르